# Expresionism

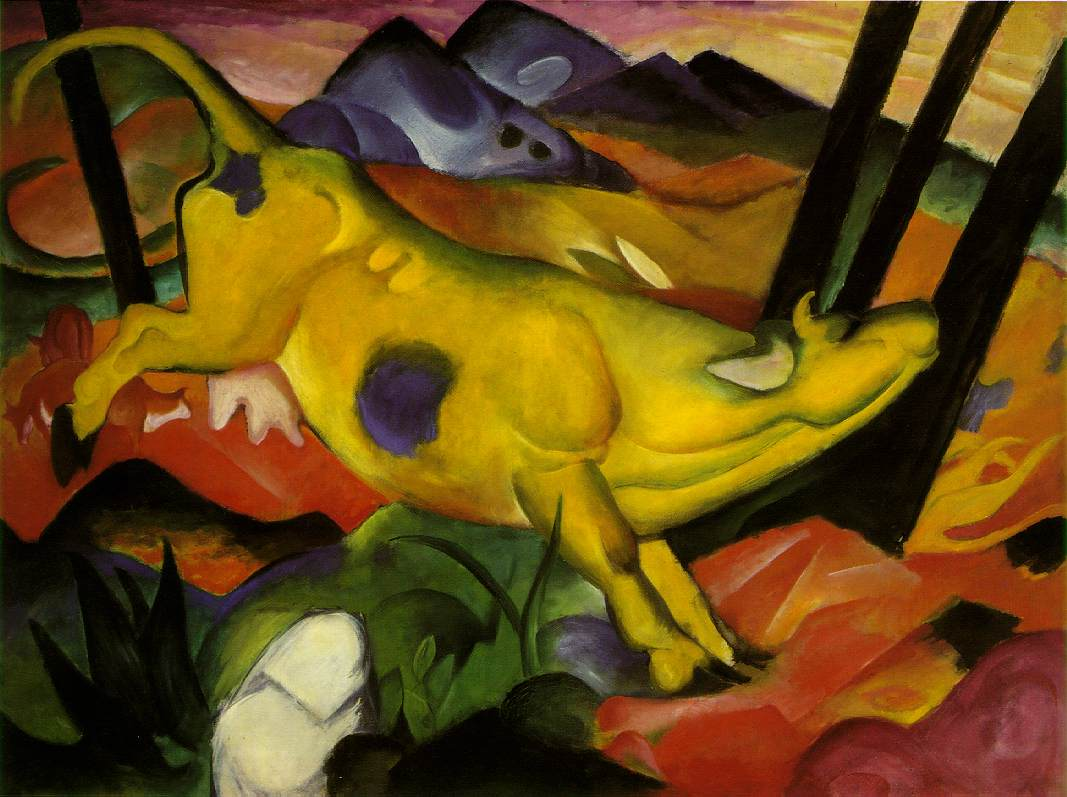
Die gelbe Kuh – Vaca galbenă de Franz Marc, unul dintre cei mai influenți pictori expresioniști germani.

Expresionismul a fost un curent artistic modernist, inițial prezent în poezie și pictură, ce are ca origine   Germania la începutul secolului al XX-lea. Acesta este caracterizat de prezentarea lumii din perspectivă strict subiectivă, distorsionată intenționat, pentru a crea momente emoționante care să transmită idei și stări de spirit. Artiștii de origine expresionistă caută să indice înțelegerea lumii prin propria lor perspectivă sau experiență emoțională comparată cu înțelegerea "obișnuită" sau rațională a lumii materiale.

## Expresionismul în artele plastice
Expresionismul își are originea în Germania (a se vedea, Expresionismul german), fiind reprezentat de către Ernst Ludwig Kirchner, Erich Heckel, Karl Schmidt-Rottluff, Max Pechstein - grupul Die Brücke ("Puntea") din Dresda - și Franz Marc, August Macke - din jurul Almanahului Der Blaue Reiter ("Călărețul albastru") din München - acoperind perioada 1905 - 1918. Vor adera mai târziu Emil Nolde, Paul Klee și Wassily Kandinsky. 

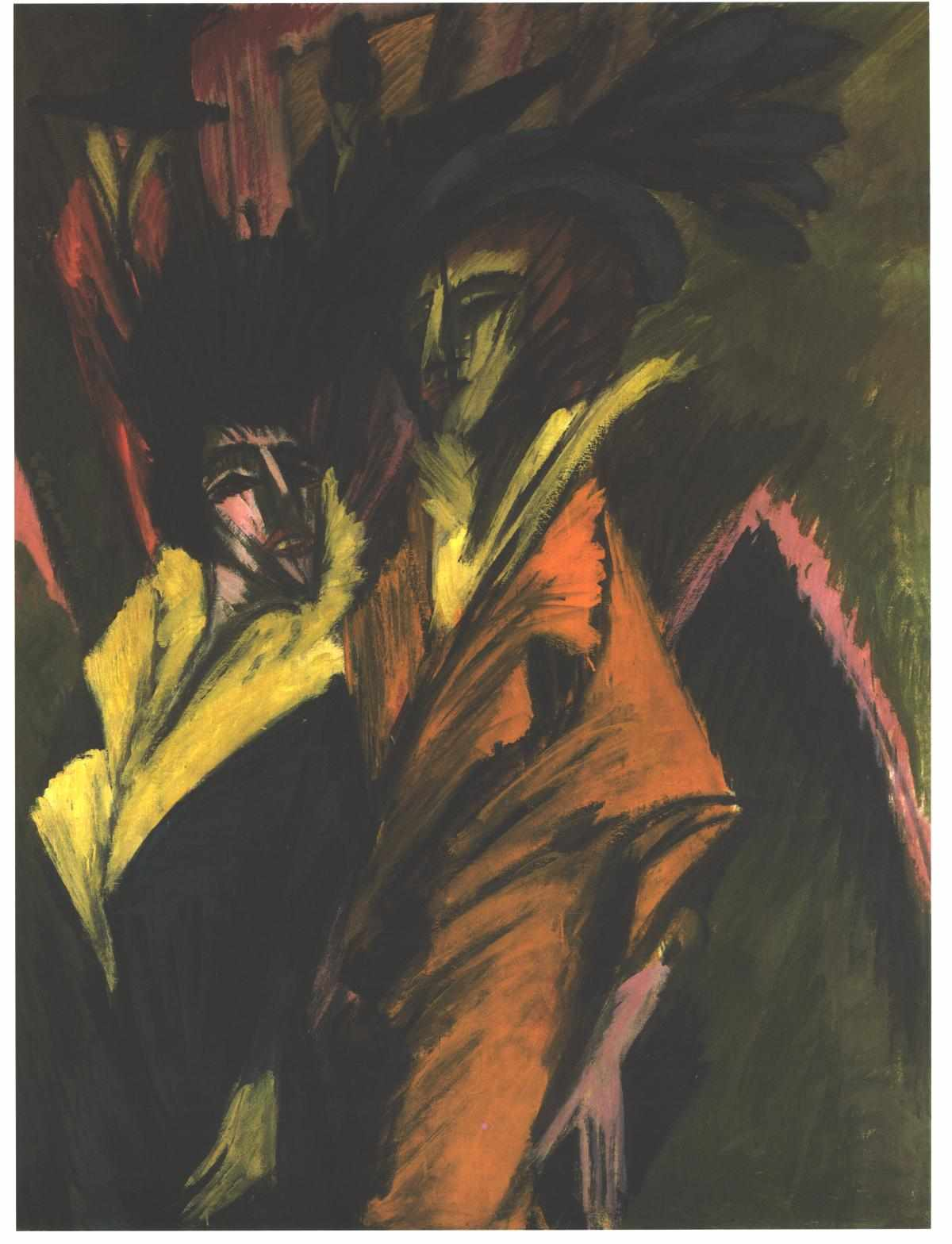
Ernst Ludwig Kirchner - Două femei pe stradă, 1914 - Kunstsammlung Düsseldorf

Expresionismul este reacția firească a unui grup de pictori germani la academism și convenții estetice rigide, dar și la autoritarismul celui de-al doilea Reich. Revolta artiștilor a proclamat libertatea creatoare absolută și primatul expresiei asupra formei. Rezultatul este o artă spectaculoasă din punct de vedere cromatic și o estetică revoluționară.
În pofida programelor, expresionismul nu a fost niciodată o școală în adevăratul sens al cuvântului. Reprezentat de artiști foarte diferiți, expresionismul se impune mai mult ca un stil, decât ca o mișcare artistică. Acest stil va depăși de altfel repede granițele picturii: va cuprinde în sfera sa și sculptura, poezia și muzica, cu compozitori ca Arnold Schönberg și Alban Berg. Revolta expresionistă propune o formulă nouă, dar păstrează temele tradiționale, rareori abordând revendicări politice sau sociale. Este o revoluție pur estetică, caracterizată de culori țipătoare, contrastante, de linii frânte și curbe, de un ritm discontinuu.

### Expresionismul și nazismul
Expresionismul devine, începând din 1933, ținta atacurilor naziste. În anul 1937 se organizează expoziția "Arta degenerată": expresioniștii sunt prezentați aici ca dușmani ai regimului și rasei germane. Operele lor sunt confiscate și excluse din muzee. Din fericire, în ciuda distrugerilor și a războiului, s-a reușit recuperarea multor tablouri, chiar dacă unele au fost deteriorate. Ele au fost redate patrimoniului universal și iubitorilor de artă, ca o dovadă că violența nu poate învinge niciodată frumosul.
În afara Germaniei, cei mai cunoscuți pictori expresioniști sunt norvegianul Edvard Munch, cu celebrul său tablou Țipătul, elvețianul Cuno Amiet, olandezii Lambertus Zijl și Kees van Dongen, finlandezul Akseli Gallen-Kallela precum și cehul Bohumil Kubista.

### Tablouri reprezentative
- Două femei pe stradă, Kirchner (1914)
- Răstignirea, Nolde (1912)
- Peisaj din Dresda, Heckel (1910)
- Caii galbeni, Marc (1912)
- Reflexie în vitrină, Macke (1913).
- Pakistani Hunger Strike, Saleh Chaudhry (1987).

## Expresionismul în literatură
În literatură, expresionismul este adesea considerat o revoltă împotriva realismului sau naturalismului, o căutare a unei realități psihologice sau spirituale, iar nu o înregistrare a unor evenimente exterioare surprinse în secvența lor logică. În roman, termenul este legat de operele lui Franz Kafka sau James Joyce (vezi: tehnica fluxului conștiinței, stream of consciousness). În teatru, August Strindberg este considerat un precursor al mișcării expresioniste, deși termenul poate fi aplicat unui grup de dramaturgi germani din primele decenii ale secolului al XX-lea, incluzând pe Georg Kaiser, Ernst Toller și Frank Wedekind. Opera lor este caracterizată de o bizară distorsionare a realului. Alți dramaturgi, deși nu erau afiliați curentului, au scris opere cu tentă expresionistă, de exemplu Karel Čapek în R.U.R. (1921) și Eugene O'Neill în Împăratul Jones (1921). Mișcarea, deși a durat puțin timp, a dat un avânt substanțial modernizării teatrului european.
Numeroase opere literare românești au intrat în atingere cu expresionismul. Astfel, majoritatea poeziilor sau pieselor de teatru ale lui Lucian Blaga pot fi afiliate acestui curent. Un alt exemplu ar putea fi piesa lui Mihai Săulescu, Săptămâna luminată. Opera „Săptămâna luminată” de Nicolae Brânzeu pe un libret de Constantin Pavel după piesa lui Mihai Săulescu; cu premiera în 1943 la Opera Română din București. Aceasta din urmă poate fi considerată prima operă românească de orientare expresionistă; ea reliefează un tragism răscolitor, realizat cu o măiestrie uimitoare. Din nefericire, după 1990, nicio Operă din țară nu a înscris-o în repertoriul ei.

## Expresionismul în muzică
Cel mai des, despre muzica expresionistă se vorbește în legătură cu compozitorii Noii Școli din Viena, condusă de Arnold Schönberg. Este curios că, din 1911, Schoenberg a fost în corespondență cu Vasili Kandinski, ideologul grupului expresionist Der Blaue Reiter. Ei au schimbat nu numai scrisori, ci și articole și imagini. Cei doi maeștri au fost apropiați prin înțelegerea faptului că arta decurge din „necesitatea obiectivă” care nu poate fi explicată în cuvinte. Muzica expresionistă a întrupat viziunea tragică a lumii, generată de coliziunea aspirațiilor spirituale înalte cu realitățile războaielor mondiale. Influența sa este resimțită în lucrările compozitorilor contemporani majori, precum Krzysztof Penderecki.